# Shaquille Leonard
Darius Shaquille Leonard (Nichols, 27 luglio 1995) è un giocatore di football americano statunitense che milita nel ruolo di linebacker per i Philadelphia Eagles della National Football League (NFL). Fu scelto nel corso del 2º giro (36º assoluto) del Draft NFL 2018 dagli Indianapolis Colts. Al college ha giocato a football per South Carolina State.

## Carriera universitaria
Leonard frequentò l'Università statale della Carolina del Sud dal 2014 al 2017 e giocò a football con i South Carolina State Bulldogs. Nella stagione 2014, come freshman redshirt, guidò la squadra in tackle totalizzandone 86, 14 con perdita di yard, cinque sack e due fumble forzati. Nella stagione 2015, come sophomore redshirt, Leonard fece registrare 70 placcaggi, 13,5 con perdita di yard, cinque sack e due intercetti; la sua prestazione gli permise di essere nominato nella prima formazione ideale All-MEAC. Nella stagione 2016, come junior, Leonard totalizzò 124 placcaggi, 14,5 con perdita di yard, 3,5 sack, due intercetti e quattro fumble forzati. Nella partita contro Clemson fece registrare 19 placcaggi. A fine stagione fu nominato difensore dell'anno della MEAC. La stagione 2017 fu la migliore di Leonard; totalizzò un record personale di placcaggi totali (113) e sack (8,5), intercettò due passaggi e forzò un fumble. Fu nei migliori 10 in tutto il Paese per placcaggi con 73 placcaggi singoli. Al termine della stagione fu nominato per la seconda volta in carriera difensore dell'anno della MEAC.

## Carriera professionistica

### Indianapolis Colts
Leonard fu scelto nel corso del secondo giro (36º assoluto) nel Draft NFL 2018 dagli Indianapolis Colts. Il 23 luglio 2018 firmò un contratto quadriennale del valore di 7,24 milioni di dollari con i Colts. Debuttò come professionista partendo come titolare nella gara del primo turno contro i Cincinnati Bengals mettendo a segno 9 tackle. Sette giorni dopo fu premiato come miglior difensore dell'AFC della settimana e come rookie della settimana dopo avere fatto registrare 18 placcaggi, un sack e un fumble forzato nella vittoria esterna sui Washington Redskins. Alla fine di settembre fu premiato come miglior rookie difensivo del mese in cui guidò la NFL con 54 tackle, oltre a mettere a segno 4 sack. Nell'ottavo turno mise a segno 9 placcaggi e forzó un fumble nella vittoria sugli Oakland Raiders, venendo nuovamente premiato come miglior rookie della settimana. Nel quindicesimo turno contro i Dallas Cowboys, Leonard con i suoi 143 placcaggi totali in stagione stabilì un nuovo record di franchigia per placcaggi messi a segno da un rookie; i Colts vinsero per 23–0. Nell'ultimo turno mise a segno 8 tackle e un intercetto nel finale che sigillò la vittoria sui Titans e la qualificazione ai playoff dei Colts, venendo premiato come difensore della AFC della settimana. Alla fine di dicembre fu premiato invece come difensore del mese della AFC in cui mantenne una media di 9.8 placcaggi a partita. La sua annata si chiuse guidando la lega con 163 tackle, a 11 dal record NFL per un rookie di Patrick Willis nel 2007. Terminò la sua stagione da rookie con 15 presenze da titolare, 163 placcaggi totali (111 solitari), sette sack, due intercetti, quattro fumble forzati e due recuperati; fu inserito nella prima formazione ideale All-Pro dell'Associated Press e nel PFWA All-Rookie Team per il 2018.
Nel Wild Card Game contro gli Houston Texans, Leonard mise a segno 13 placcaggi totali (5 solitari e 8 assistiti) e un passaggio deviato; i Colts vinsero per 21–7. Nel Divisional Play-off contro i Kansas City Chiefs, fece registrare 14 placcaggi totali (10 solitari e 4 assistiti), e forzò un fumble che recuperò egli stesso. Ciononostante i Colts vennero sconfitti per 13–31. A fine stagione fu nominato miglior rookie difensivo dell'anno.
Nella stagione 2019 Leonard fu costretto a saltare tre partite per una commozione cerebrale subita nel terzo turno. Tornò in campo nella settimana 7 risultando decisivo con un intercetto nel finale su Deshaun Watson degli Houston Texans che diede la vittoria ai Colts. A fine stagione fu convocato per il suo primo Pro Bowl e inserito nel Second-team All-Pro dopo avere messo a segno 121 tackle, 5 sack e 5 intercetti (quarto nella NFL).
Leonard nel 2020 fu costretto a saltare due partite a metà stagione per un infortunio all'inguine e tornò in campo nella settimana 8 contro i Detroit Lions in cui mise a segno un sack con cui forzò un fumble. Nell'ultimo turno fu premiato come difensore della AFC della settimana dopo avere fatto registrare 10 placcaggi, un sack, 2 passaggi deviati e un fumble forzato nella vittoria sui Jaguars che diede ai Colts un posto nei playoff. A fine stagione fu convocato per il suo secondo Pro Bowl (non disputato a causa della pandemia di COVID-19) e inserito nel First-team All-Pro dopo avere concluso con 132 placcaggi, 3 sack e 3 fumble forzati.
L'8 agosto 2021 Leonard firmò un rinnovo quinquennale del valore di 99,25 milioni di dollari che lo rese l'inside linebacker più pagato della lega. A fine stagione fu convocato per il suo terzo Pro Bowl e inserito nel First-team All-Pro dopo avere guidato la NFL con 8 fumble forzati, oltre a 122 tacke e 4 intercetti.
Il 21 novembre 2023 Leonard fu svincolato dai Colts.

### Philadelphia Eagles
Il 4 dicembre 2023 Leonard firmò con i Philadelphia Eagles fino al termine della stagione.

## Palmarès
- Convocazioni al Pro Bowl: 3

2019, 2020, 2021
- First-team All-Pro: 3

2018, 2020, 2021
- Second-team All-Pro: 1

2019
- Rookie difensivo dell'anno - 2018
- Difensore dell'AFC del mese: 1

dicembre 2018
- Difensore dell'AFC della settimana: 4

2ª e 17ª del 2018, 17ª del 2020, 15ª del 2021
- Rookie della settimana: 2

2ª e 8ª del 2018
- Rookie difensivo del mese:

settembre 2018
- PFWA All-Rookie Team - 2018
- Leader della NFL in fumble forzati: 1

2021